# Merodon ruficornis
Merodon ruficornis är en tvåvingeart som beskrevs av Johann Wilhelm Meigen 1822. Merodon ruficornis ingår i släktet narcissblomflugor, och familjen blomflugor.
Artens utbredningsområde är Frankrike. Inga underarter finns listade i Catalogue of Life.